# イワン・マルティノフ

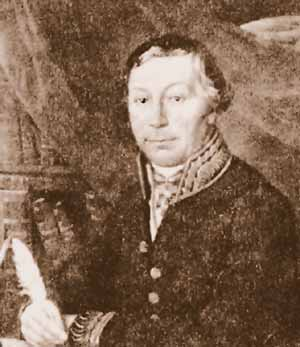
Ivan Martynov

イワン・マルティノフ（Ivan Ivanovich Martinov、姓の表記は Martynovとも、ロシア語表記: Иван Иванович Мартынов、1771年 - 1833年10月20日（ユリウス暦11月1日）はロシアの語学者、植物学者である。ロシア科学アカデミーのメンバー（1807年）である。
ポルタヴァ県の司祭の家で生まれた。神学校で学んだ後、ギリシャ語やラテン語の教師となった。1796年から開明派のガヴリーラ・デルジャーヴィン、ミハイル・スペランスキーらと雑誌 «Муза»の出版を始めた。1797年から、貴族子女のための教育機関、スモーリヌイ修道院の言語学と地理学の教師となった。ストロガノフ（Alexander Sergeyevich Stroganov）と多くの翻訳を行った。その後も教育関係の役職をつとめた。1804年から雑誌、 «Северный Вестник»の出版を行った。1823年から1829年の間に26巻に及ぶ、多くのギリシャ古典文学の翻訳を行った。
マルティノフの貢献で大きなものは1820年に執筆した『植物学用語辞典』«Техно-ботанический словарь»である。いくつかの植物が記述され、キク科の学名、Compositae Martynov（保留名）などはマルティノフが命名した。